# مقراب شمسي

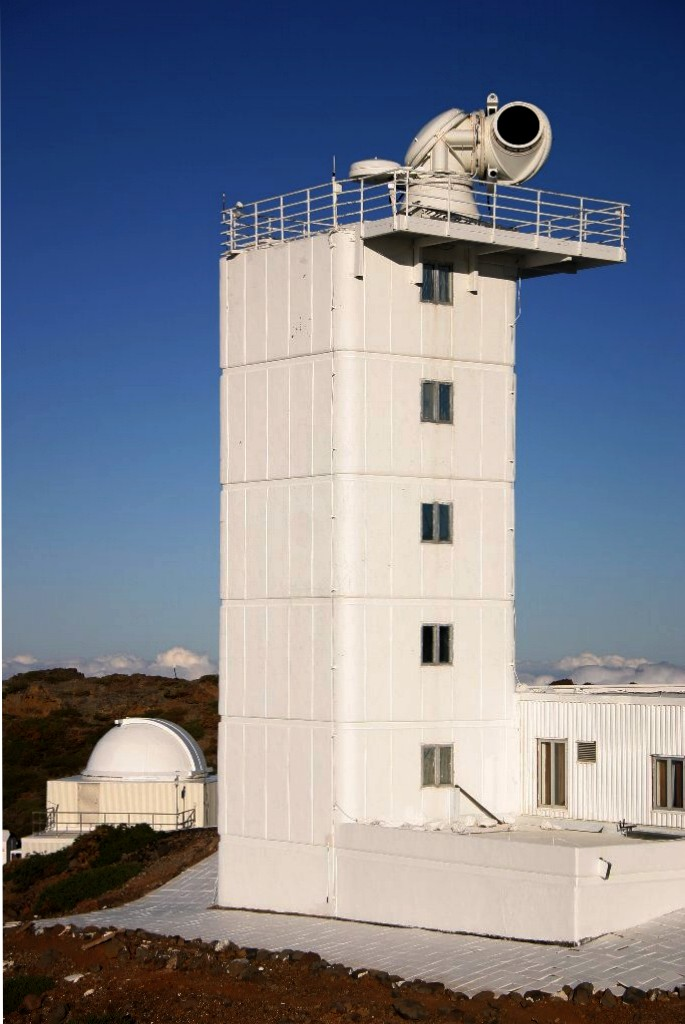
مقراب شمسي سويدي في لا بالما بأسبانيا.

المقراب الشمسي (بالإنجليزية: Solar telescope)‏ هو نوع خاص من المقاريب تستخدم في رصد عدة ظواهر في جو الشمس تهمنا. الظواهر هي التالية:
- دراسة الغلاف الضوئي وهي تلك المنطقة حتى ارتفاع 300 كيلومتر فوق سطح الشمس. يصدر منها معظم الطاقة الشمسية في هيئة ضوء مرئي، وأشعة فوق البنفسجية، وأشعة تحت الحمراء. كما تحتوي تلك المنطقة على غاز شمسي على شكل:
  - اندلاعات شمسية، وشُوُظ شمسية تنطلق منها.
- رصد ودراسة غلاف لوني، تلك هي النكقة التي تعلو الغلاف الضوئي.
- رصد ودراسة المنطقة الوسطية بينهما.
- رصد ودراسة هالة الشمس وهي الأضعف ضوءا محيطة بالشمس، وما يتخللها من:
  - ودراسة تأثيرات تلك الظواهر على الرياح الشمسية.

وتستخدم أنواع مختلفة من المقاريب لرصد تلك المناطق الشمسية:
- مقراب الأبراج، وهي عبارة عن أنظمة مرايا يمكن إدارتها لعطس ضوء الشمس إلى أسفل. وفي بؤرة نظام العدسة يمكن إما رؤية أو تصوير طيف المناطق المختلفة للشمس وكذلك بالنسبة إلى بقع شمسية.
- كورونوغراف: وهو جهاز يقيس داخل هالة الشمس. ويتم القياس هنا بحجب قرص الشمس بواسطة حائل مستدير أسود في المقاريب يقوم بحجب مضبوط للشمس لروؤية المنطقة المحيطة بها وهي الهالة الشمسية. يستخدم بالإضافة إلى الحائل المستدير أيضا مرشح ضوئي بحيث يتوصل الباحثون بذلك إلى ما يشبه «كسوف للشمس اصطناعي».
- مطياف تحليل أشعة الشمس: ويكتسب به صور لأجزاء ضيقة من الطيف. يختار عن طريق شق رقيق في حائل أجزاء ضيقة من الطيف في طول موجة معينة. وبتحريك الشق على صورة صفحة الشمس فيمكن للمجس الضوئي تسجيل مسح لصفحة الشمس بذلك اللون المعين من الطيف، وهو يعتمد على عمق الطبقة الشمسية.
- مقراب إتش ألفا: هذا المقاريب يتيح فرصة دراسة أيونات الهيدروجين التي تصدر خط الطيف H-alpha الذي يبلغ طول موجته 656,28 نانومتر في طيف الشمس.

كما تستخدم الأجهزة التالية للمشاهدة البصرية ورصد الانفجارات الشمسية:
- مطياف شمسي
- مطياف الشُوُظ الشمسية، وهو يرصد الشمس وما ينطلق منها من أقواس انفجارية.
- منظار شمسي خاص helioscope به شرائح زجاجية وموشورات تهديء الأشعة الشمسية.

وأجهزة أخرى:
- مغناطوغراف: يقيس المجالات المغناطيسية للشمس بواسطة قياس تأثير زيمان ورسمها في خرائط مغناطيسية بيانية للشمس.
- بولومتر: وهو يقيس الإشعاع الكلي للشمس، ويستخدم أيضا لتعيين الثابت الشمسي.
- جهاز قياس الموجات الراديوية للشمس، وهو يختص بدراسة جو الشمس بواسطة جهاز قياس التداخل (مقياس التداخل).

## المقاريب شمسية للهواة

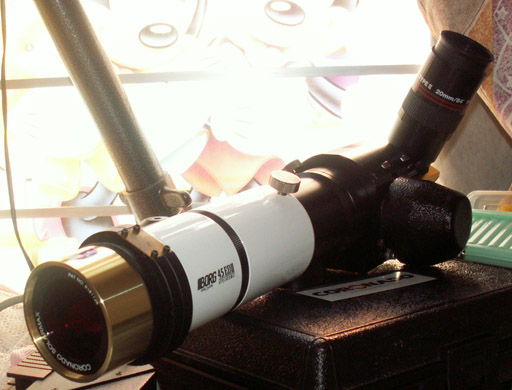
مقراب شمسي للهواة وبه مرشح يسمح بنفاذ خط طيف ألفا الهيدروجين.

توجد عدة طرق يمكن لهواة رصد الشمس استخدامها. ومن أبسطها عكس الشمس بنظام عدسات على ورقة بيضاء وباستخدم مرشحات أو باستخدام «مقراب هرشل ودج» الذي يعكس 95% من الضوء عن منظار العين.
ومن الهواة من يستخدم هليوسكوب طيفي واستخدام مرشح لألفا الهيدروجين في الطيف. ومقاريب الهواة تكون عادة أصغر من المقاريب العلمية.

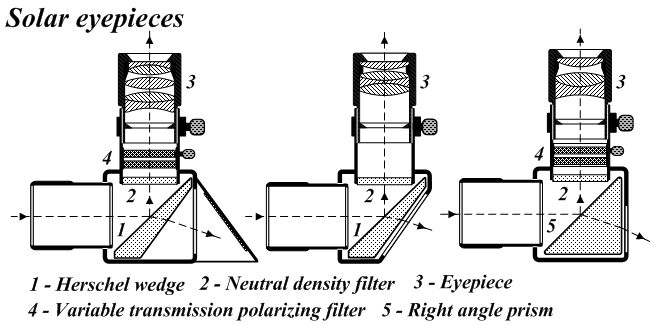
توضيح مقراب هرشل ودج " وطرق أخرى لرصد الشمس.

## أهمية رصد الشمس
تنشأ الطاقة الضوئية للشمس من الاندماج النووي للهيدروجين حيث يندمج في قلب الشمس إلى هيليوم وتنتقل الحرارة عن طريق نيوترينوات، وانتقال الحرارة بالإشعاع، وبالحمل إلى السطح.
من تداخل تلك المؤثرات مع بعضها البعض ينتج طيفا اشعاعيا يمتد من نطاق الأشعة فوق البنفسجية إلى نطاق الضوء المرئي إلى الأشعة تحت الحمراء إلى نطاق الأشعة الراديوية. وتوجدعلى الشمس حينئذ مناطق كبيرة وصغيرة ذات درجات الحرارة مختلفة، وانبعاثات غازات، وأعاصير أشعاعية متفرقة بعضها يصدر أشعة إكس، والآخر يصدر أشعة فوق بنفسجية أو أشعة راديوية، وكل ذلك يؤثر على الحياة على الأرض.
تنشأ مجالات مغناطيسية هائلة مع البقع الشمسية الكبيرة من النوعين (Type E, Type F)، وفي أمكانها أطلاق سحب غازات ساخنة من طبقات الشمس العليا إلى الفضاء. وتكون تلك الغازات الساخنة مشحونة كهربائيا وتحدث اضطرابا عند ملاقاتها المجال المغناطيسي لكوكب الأرض، حيث تصلنا من الشمس خلال عدة أيام قليلة.
أما الانفجارات الشمسية فهي انفجارات فجائية تحدث في طبقات الشمس العليا وتستمر بين عدة دقائق إلى عدة ساعات. تنطلق خلالها أشعة غاما الشديدة، وأشعة فوق البنفسجية، واشعة راديوية. كما يصحبها جسيمات أولية ذات طاقة عالية (إلكترونات وبروتونات، وأنوية الهيليوم).

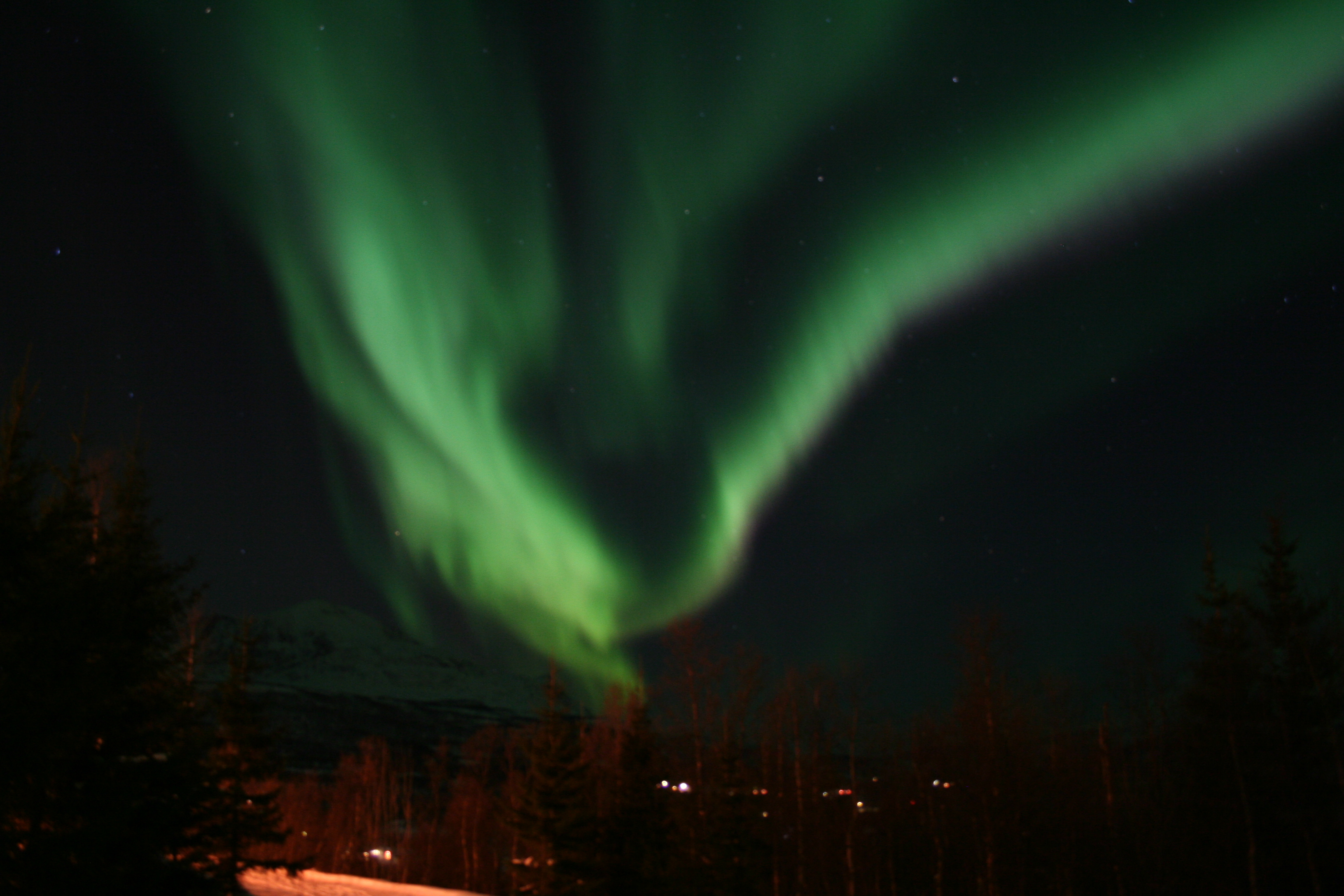
شفق قطبي كما رؤي في النرويج.

لا نشعر بزوابع مغناطيسية على الأرض بسبب الشمس، ولكن إذا حدثت أعاصير مغناطيسية شديدة على الشمس فهي تؤثر على الأقمار الصناعية وقد تفسد بعض أجهزتها، كما يمكنها أن تشوشر على الأجهزة الكهربائية وعلى الاتصالات اللاسلكية، وقد حدث ذلك في السنوات الماضية. وبينما تكون الأعاصير المغناطيسية الشديدة على الشمس لا تشكل تهديدا للحياة على الأرض، إلا أنها تؤثر على رواد الفضاء أثناء رحلاتهم الفضائية الطويلة.
وطبقا لتقريرات مركز البحوث الجغرافي في بوتسدام (ألمانيا) كان أشد إعصار مغناطيسي على الشمس خلال يومي 1 و 2 سبتمبر 1859 تسببت في تعطيل خط التلغراف المعمول جديدا في ذلك الوقت، كما أنتج شفقا قطبيا ظهر حتى في روما وهافانا. كذلك في خريف عام 2003 شوهد الشفق القطبي في جنوب ألمانيا وفي النمسا (أنظر نشاط شمسي).

## اقرأ أيضا
- التعايش مع نجم
- وهج الشمس
- بقعة شمسية
- مرصد ديناميكا الشمس
- سوهو (مسبار شمسي)
- مسبار ستيريو
- نشاط شمسي
- انفجار شمسي